# The Phantom Tomorrow
The Phantom Tomorrow, traducido como «El fantasma de mañana», es el sexto álbum de estudio de la banda estadounidense Black Veil Brides, lanzado el 29 de octubre de 2021 a través de Sumerian Records. Es un álbum conceptual, similar a los lanzamientos anteriores Wretched and Divine: The Story of the Wild Ones (2013) y Vale (2018).

## Antecedentes
El 2 de agosto de 2020, luego del programa de transmisión en vivo que celebró la regrabación de We Stitch These Wounds, Jeremy "Jinxx" Ferguson había confirmado que estaban trabajando en un nuevo álbum durante la pandemia de COVID-19, afirmando en una entrevista con Myglobalmind:

Hemos estado escribiendo una tormenta. No puedo hablar demasiado sobre lo que imaginamos para el próximo álbum, pero estamos revisando la idea de otro disco conceptual como lo hicimos con Wretched and Divine. Sería divertido hacer otro CD conceptual, pero veremos cómo se desarrollan las cosas. Tenemos seis canciones sólidas escritas y todavía las estamos escribiendo. Una vez que hagamos este programa, regresaremos al estudio para escribir algo más. Lo hemos estado haciendo todo nosotros mismos. Jake lo producirá y estamos rastreando voces y guitarras en su estudio. Estoy grabando las cuerdas en mi estudio. Con COVID en marcha, todos hemos sido puestos en cuarentena y trabajando en casa, pero cuando nos reunimos, solo somos nosotros y quizás nuestras esposas. Cuando todos estamos en la misma habitación intercambiando ideas, es un flujo interminable de inspiración e ideas. Estoy emocionado de que los fanáticos escuchen lo que se nos ocurre.

El 11 de noviembre de 2020, la banda anunció The Phantom Tomorrow en una entrevista con Kerrang!. El primer sencillo, "Scarlet Cross", fue lanzado el 13 de noviembre. El 12 de abril de 2021, se lanzó el segundo sencillo, "Fields of Bone", junto con la carátula del álbum, la lista de canciones y los detalles de la reserva. Pronto fue seguido con "Crimson Skies", lanzado con un video con letra animada el 3 de junio.

## Lista de canciones
| N.º | Título                                | Duración |  |
| 1.  | «The Phantom Tomorrow (Introduction)» | 1:33     |  |
| 2.  | «Scarlet Cross»                       | 3:37     |  |
| 3.  | «Born Again»                          | 3:39     |  |
| 4.  | «Blackbird»                           | 3:21     |  |
| 5.  | «Spectres (Interlude)»                | 1:12     |  |
| 6.  | «Torch»                               | 3:37     |  |
| 7.  | «The Wicked One»                      | 3:35     |  |
| 8.  | «Shadows Rise»                        | 4:56     |  |
| 9.  | «Fields of Bone»                      | 3:19     |  |
| 10. | «Crimson Skies»                       | 4:09     |  |
| 11. | «Kill the Hero»                       | 3:28     |  |
| 12. | «Fall Eternal»                        | 4:49     |  |